# Harold Faltermeyer

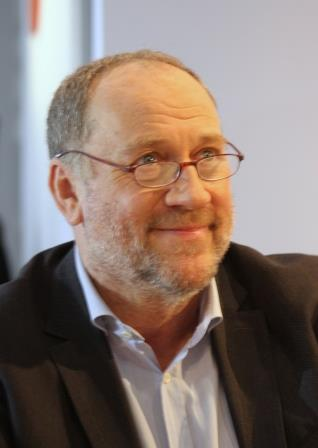
Harold Faltermeyer (2016)

Hans Hugo Harold Faltermeyer (* 5. Oktober 1952 in München) ist ein deutscher Komponist und Musikproduzent.

## Leben
Faltermeyer wurde nach seinem Patenonkel, einem US-amerikanischen Colonel, „Harold“ benannt.
Die Karriere von Faltermeyer begann in einer kleinen Band in Vaterstetten bei München. Dabei lernte er Stefan Zauner, später Sänger der  Münchener Freiheit, kennen und gründete mit ihm Melodic Sound. Nach seinem Studium an der Musikhochschule München arbeitete Faltermeyer für Giorgio Moroder in den Münchner Musicland Studios. Als Arrangeur betreute er Moroders Filmkompositionen für 12 Uhr nachts (Midnight Express), Jeanies Clique (Foxes) und American Gigolo. 1979 begleitete er ihn in die USA, wo er mit Donna Summer den Nummer-eins-Hit Hot Stuff komponierte und produzierte.
Weltweite Bekanntheit erlangte er als Komponist von Axel F, der instrumentalen Titelmelodie des Films Beverly Hills Cop mit Eddie Murphy als Axel Foley in der Hauptrolle. Giorgio Moroder und Jerry Bruckheimer gelten als seine wichtigsten Förderer bzw. Entdecker. Nachdem er mit Axel F 1986 für einen Grammy in der Kategorie Best Pop Instrumental Performance nominiert war, erhielt er zusammen mit dem Rockgitarristen Steve Stevens diesen Preis ein Jahr später, und zwar für das Instrumentalstück Top Gun Anthem, das als Filmmusikthema für den Fliegerfilm Top Gun komponiert wurde, in dem Tom Cruise und Kelly McGillis als Hauptdarsteller mitwirkten.
Faltermeyer komponierte und produzierte zahlreiche Filmmusiken, unter anderem für Feuer und Eis, Asterix in Amerika, Running Man und Didi – Der Doppelgänger. Eine der verschiedenen Titelmelodien der Chartshow Formel Eins und Musik für einige Computerspiele wie Jack Orlando stammen aus seiner Feder. Er koproduzierte außerdem das Album Behaviour (1990) der Pet Shop Boys.
Harold Faltermeyer komponierte und produzierte zusammen mit Rainhard Fendrich das Musical Wake Up (ab 2002) und er zeichnet auch seit mehreren Jahren als Produzent für die erfolgreichen CD-Produktionen von Rainhard Fendrich verantwortlich. Im Jahr 2016 kam mit Oktoberfest – The Musical. Beinah wahr ... (Musik Harold Faltermeyer, Buch Philip Lazebnik) ein weiteres Musical hinzu. Außerdem war Faltermeyer ständiges Jury-Mitglied in der Pro7-Castingshow Comeback – Die große Chance.
2013 komponierte und produzierte Harold Faltermeyer für die Red-Bull-Fliegerstaffel Flying Bulls das Flying Bulls Anthem. Die offizielle Vorstellung dieses Werkes fand zusammen mit Steve Stevens im Rahmen der Scalaria Air Challenge am Wolfgangsee statt. Der Chefpilot für Hubschrauber der Flying Bulls, Sigi „Blacky“ Schwarz, flog während der Vorstellung einen extra für den Song einstudierten Kunstflug mit einem Hubschrauber des Typs Bölkow Bo 105. Neben der Luftperformance der BO-105 wurden Blacky, Harold und Steve durch weitere Flugzeuge der Flying Bulls, wie z. B. den Alpha Jets, und vielen anderen begleitet.
Im Jahre 2014 komponierte und produzierte er in seinem Studio Sweet Home Bavaria, das am 27. Februar 2015 bei Electrola veröffentlichte Wolfgang-Fierek-Album.
Faltermeyer lebt abwechselnd in Los Angeles und in Baldham bei München, wo auch der Sitz seines Unternehmens Kilauea Musikverlag GmbH ist. Er besitzt eine Privatpilotenlizenz PPL-A und eine Musterberechtigung für eine Cessna Citation Jet 525.

## Diskografie

### Alben
- 1988: Worldhits
- 1988: Harold F.
- 2002: His Greatest Hits (2 CDs)
- 2007: Two Worlds – The Album

### Singles
| Jahr | Titel Album            | Höchstplatzierung, Gesamtwochen, AuszeichnungChartplatzierungen (Jahr, Titel, Album, Platzierungen, Wochen, Auszeichnungen, Anmerkungen) | Höchstplatzierung, Gesamtwochen, AuszeichnungChartplatzierungen (Jahr, Titel, Album, Platzierungen, Wochen, Auszeichnungen, Anmerkungen) | Höchstplatzierung, Gesamtwochen, AuszeichnungChartplatzierungen (Jahr, Titel, Album, Platzierungen, Wochen, Auszeichnungen, Anmerkungen) | Höchstplatzierung, Gesamtwochen, AuszeichnungChartplatzierungen (Jahr, Titel, Album, Platzierungen, Wochen, Auszeichnungen, Anmerkungen) | Höchstplatzierung, Gesamtwochen, AuszeichnungChartplatzierungen (Jahr, Titel, Album, Platzierungen, Wochen, Auszeichnungen, Anmerkungen) | Anmerkungen                                         |
| Jahr | Titel Album            | DE | AT | CH | UK | US | Anmerkungen                                         |
| ---- | ---------------------- | --- | --- | --- | --- | --- | --------------------------------------------------- |
| 1985 | Axel F –               | DE2 (17 Wo.)DE | AT4 (8 Wo.)AT | CH2 (13 Wo.)CH | UK2 Silber · (23 Wo.)UK | US3 (19 Wo.)US | Verkäufe: + 300.000                                 |
| 1985 | Fletch Theme –         | — | — | — | UK74 (4 Wo.)UK | — |                                                     |
| 1986 | Formula One –          | DE62 (5 Wo.)DE | — | — | — | — |                                                     |
| 2001 | Axel F (Miami Burns) – | DE40 (6 Wo.)DE | — | — | — | — | DJ I. C. O. N. & Toxic Twins vs. Harold Faltermeyer |

Weitere Singles
- 1984: Final Confrontation
- 1986: Top Gun Anthem
- 1987: The Race Is On
- 1988: Prophecy
- 1988: Must Be Paradise
- 1990: Muscles (mit Moses P.)
- 1992: Olympic Dreams (feat. Joe Pizzulo)
- 1994: The Challenge – SW 19
- 2007: Play the Game (feat. Ambermoon)

### Soundtracks/Filmmusiken
- 1984: Didi – Der Doppelgänger
- 1984: Beverly Hills Cop
- 1984: Fletch – Der Troublemaker
- 1984: Nachts werden Träume wahr
- 1985: Feuer und Eis
- 1986: Top Gun
- 1987: Beverly Hills Cop II
- 1987: Fatal Beauty
- 1987: Running Man
- 1989: Fletch – Der Tausendsassa
- 1989: Tango und Cash
- 1990: Blaues Blut
- 1990: Feuer, Eis & Dynamit
- 1992: Kuffs – Ein Kerl zum Schießen
- 1992: Sauerkraut (Helme Heine)
- 1993: Zwei Supertypen in Miami (2. Staffel)
- 1994: Asterix in Amerika
- 1994: White Magic
- 1994: Zeit der Sehnsucht (deutscher Soundtrack)
- 1995: Frankie (Fernsehserie)
- 1997: Jack Orlando (Computerspiel)
- 1998: Der König von St. Pauli
- 2005: Vom Suchen und Finden der Liebe
- 2007: Two Worlds (Computerspiel)
- 2010: Cop Out – Geladen und entsichert
- 2010: Gier
- 2022: Top Gun: Maverick
- 2024: Beverly Hills Cop: Axel F

### Autorenbeteiligungen und Produktionen
| Jahr | Titel Interpretation                                    | Höchstplatzierung, Gesamtwochen, AuszeichnungChartplatzierungen (Jahr, Titel, Interpretation, Platzierungen, Wochen, Auszeichnungen, Anmerkungen) | Höchstplatzierung, Gesamtwochen, AuszeichnungChartplatzierungen (Jahr, Titel, Interpretation, Platzierungen, Wochen, Auszeichnungen, Anmerkungen) | Höchstplatzierung, Gesamtwochen, AuszeichnungChartplatzierungen (Jahr, Titel, Interpretation, Platzierungen, Wochen, Auszeichnungen, Anmerkungen) | Höchstplatzierung, Gesamtwochen, AuszeichnungChartplatzierungen (Jahr, Titel, Interpretation, Platzierungen, Wochen, Auszeichnungen, Anmerkungen) | Höchstplatzierung, Gesamtwochen, AuszeichnungChartplatzierungen (Jahr, Titel, Interpretation, Platzierungen, Wochen, Auszeichnungen, Anmerkungen) | Anmerkungen           |
| Jahr | Titel Interpretation                                    | DE | AT | CH | UK | US | Anmerkungen           |
| ---- | ------------------------------------------------------- | --- | --- | --- | --- | --- | --------------------- |
| 1976 | Tu es noch einmal Rex Gildo                             | DE49 (1 Wo.)DE | — | — | — | — |                       |
| 1977 | Heaven Bonnie Tyler                                     | DE24 (22 Wo.)DE | — | — | — | — |                       |
| 1979 | Hot Stuff Donna Summer                                  | DE5 (22 Wo.)DE | AT3 (20 Wo.)AT | CH1 (16 Wo.)CH | UK11 Silber · (10 Wo.)UK | US1 Platin · (21 Wo.)US | Verkäufe: + 2.350.000 |
| 1979 | Jump the Gun The Three Degrees                          | — | — | — | UK48 (5 Wo.)UK | — |                       |
| 1979 | My Simple Heart The Three Degrees                       | — | — | — | UK9 Silber · (11 Wo.)UK | — | Verkäufe: + 250.000   |
| 1980 | Rapper’s Deutsch G.L.S.-United                          | DE49 (4 Wo.)DE | — | — | — | — |                       |
| 1980 | Sunset People Donna Summer                              | — | — | — | UK46 (5 Wo.)UK | — |                       |
| 1980 | Walk Away Donna Summer                                  | — | — | — | — | US36 (11 Wo.)US |                       |
| 1980 | Cold Love Donna Summer                                  | — | — | — | UK44 (3 Wo.)UK | US33 (12 Wo.)US |                       |
| 1982 | Die Glotze ... und das alles in Farbe Udo Jürgens       | DE60 (5 Wo.)DE | — | — | — | — |                       |
| 1982 | 5 Minuten vor 12 Udo Jürgens                            | DE66 (2 Wo.)DE | — | — | — | — |                       |
| 1984 | Square Rooms Al Corley                                  | DE13 (17 Wo.)DE | AT15 (6 Wo.)AT | CH6 (10 Wo.)CH | — | US80 (5 Wo.)US |                       |
| 1984 | The Heat Is On Glenn Frey                               | DE4 (16 Wo.)DE | AT27 (2 Wo.)AT | CH5 (12 Wo.)CH | UK12 (13 Wo.)UK | US2 (24 Wo.)US | Verkäufe: + 50.000    |
| 1984 | Thief of Hearts Melissa Manchester                      | — | — | — | — | US86 (6 Wo.)US |                       |
| 1985 | Stir It Up Patti LaBelle                                | — | — | — | — | US41 (14 Wo.)US |                       |
| 1985 | Bit By Bit Stephanie Mills                              | — | — | — | — | US78 (6 Wo.)US |                       |
| 1985 | Spanish Eddie Laura Branigan                            | DE36 (12 Wo.)DE | AT8 (14 Wo.)AT | — | UK87 (2 Wo.)UK | US40 (11 Wo.)US |                       |
| 1985 | Hold Me Laura Branigan                                  | — | — | — | — | US82 (4 Wo.)US |                       |
| 1986 | Fire and Ice Marietta                                   | DE10 (14 Wo.)DE | AT10 (8 Wo.)AT | CH5 (10 Wo.)CH | — | — |                       |
| 1987 | Shakedown Bob Seger                                     | DE60 (3 Wo.)DE | — | — | UK88 (5 Wo.)UK | US1 (18 Wo.)US |                       |
| 1987 | Heart Over Mind Jennifer Rush                           | DE25 (10 Wo.)DE | AT24 (2 Wo.)AT | CH29 (1 Wo.)CH | — | — |                       |
| 1988 | All Systems Go Donna Summer                             | — | — | — | UK54 (3 Wo.)UK | — |                       |
| 1989 | The Challenge (Face It) Chris Thompson                  | DE5 (12 Wo.)DE | — | — | — | — |                       |
| 1989 | Funky Cold Medina (Ein Bayer in New York) Bayernpower   | DE32 (12 Wo.)DE | — | — | — | — |                       |
| 1989 | Yes We Can Artists United for Nature                    | DE15 (14 Wo.)DE | AT27 (1 Wo.)AT | CH4 (14 Wo.)CH | — | — |                       |
| 1990 | So Hard Pet Shop Boys                                   | DE3 (19 Wo.)DE | AT14 (10 Wo.)AT | CH2 (11 Wo.)CH | UK4 (6 Wo.)UK | US62 (8 Wo.)US |                       |
| 1990 | Being Boring Pet Shop Boys                              | DE13 (17 Wo.)DE | AT30 (1 Wo.)AT | CH16 (7 Wo.)CH | UK20 (8 Wo.)UK | — |                       |
| 1991 | How Can You Expect to Be Taken Seriously? Pet Shop Boys | — | — | — | — | US93 (3 Wo.)US |                       |
| 1991 | Jealousy Pet Shop Boys                                  | DE20 (14 Wo.)DE | — | CH14 (8 Wo.)CH | UK12 (5 Wo.)UK | — |                       |
| 1992 | Axel F. Techno Cop                                      | DE30 (9 Wo.)DE | — | — | — | — |                       |
| 1993 | I Feel My Heart Is Burning Chaya                        | DE67 (10 Wo.)DE | — | — | — | — |                       |
| 1997 | Blond Rainhard Fendrich                                 | DE99 (1 Wo.)DE | AT1 ×2Doppelplatin · (16 Wo.)AT | — | — | — | Verkäufe: + 100.000   |
| 1998 | He’s the King Bonnie Tyler                              | DE95 (2 Wo.)DE | — | — | — | — |                       |
| 1998 | Hermann Maier Mini Bydlinski & Die Wecker Combo         | — | AT7 (11 Wo.)AT | — | — | — |                       |
| 2000 | The Chase Giorgio Moroder vs. Jam & Spoon               | DE44 (5 Wo.)DE | — | CH75 (5 Wo.)CH | UK46 (2 Wo.)UK | — |                       |
| 2001 | Entsetzlich hetero Rainhard Fendrich                    | — | AT47 (6 Wo.)AT | — | — | — |                       |
| 2001 | Ich war noch niemals in New York Udo Jürgens            | DE53 Gold · (10 Wo.)DE | AT58 (4 Wo.)AT | CH48 (3 Wo.)CH | — | — | Verkäufe: + 250.000   |
| 2002 | Fly with Me (To the Stars) DJs@Work                     | DE30 (8 Wo.)DE | AT46 (5 Wo.)AT | — | — | — |                       |
| 2003 | Hot Stuff Marilyn’s Boys                                | DE57 (6 Wo.)DE | — | — | — | — |                       |
| 2003 | Axel F. 2003 Murphy Brown vs. Captain Hollywood         | DE18 (11 Wo.)DE | — | — | — | — |                       |
| 2005 | Axel F Crazy Frog                                       | DE3 (23 Wo.)DE | AT2 (23 Wo.)AT | CH1 Platin · (42 Wo.)CH | UK1 Platin · (17 Wo.)UK | US50 Gold · (7 Wo.)US | Verkäufe: + 1.934.000 |
| 2020 | Hot Stuff Kygo x Donna Summer                           | DE74 (1 Wo.)DE | — | CH27 (4 Wo.)CH | — | — |                       |
| 2022 | Taxi Bonez MC & RAF Camora feat. Gzuz                   | DE3 (9 Wo.)DE | AT3 (10 Wo.)AT | CH3 (6 Wo.)CH | — | — |                       |

## Auszeichnungen für Musikverkäufe
| Goldene Schallplatte - Dänemark - 2005: für die Autorenbeteiligung Axel F (Crazy Frog) - Frankreich - 1980: für die Produktion When I’m With You (Sparks) - Kanada - 1985: für die Autorenbeteiligung und Produktion The Heat Is On (Glenn Frey) - 1985: für die Single Axel F Platin-Schallplatte - Kanada - 1979: für die Autorenbeteiligung Hot Stuff (Donna Summer) - Schweden - 2005: für die Autorenbeteiligung Axel F (Crazy Frog) | 2× Platin-Schallplatte - Australien - 2005: für die Autorenbeteiligung Axel F (Crazy Frog) - Belgien - 2005: für die Autorenbeteiligung Axel F (Crazy Frog) - Neuseeland - 2005: für die Autorenbeteiligung Axel F (Crazy Frog) Diamantene Schallplatte - Frankreich - 2005: für die Autorenbeteiligung Axel F (Crazy Frog) |

Anmerkung: Auszeichnungen in Ländern aus den Charttabellen bzw. Chartboxen sind in ebendiesen zu finden.
| Land/RegionAuszeichnungen für Musikverkäufe (Land/Region, Auszeichnungen, Verkäufe, Quellen) | Silber     | Gold     | Platin       | Diamant  | Verkäufe  | Quellen                     |
| -------------------------------------------------------------------------------------------- | ---------- | -------- | ------------ | -------- | --------- | --------------------------- |
| Australien (ARIA)                                                                            | —          | —        | 2× Platin2   | —        | 140.000   | aria.com.au                 |
| Belgien (BRMA)                                                                               | —          | —        | 2× Platin2   | —        | 100.000   | ultratop.be                 |
| Dänemark (IFPI)                                                                              | —          | Gold1    | —            | —        | 4.000     | ifpi.dk                     |
| Deutschland (BVMI)                                                                           | —          | Gold1    | —            | —        | 250.000   | musikindustrie.de           |
| Frankreich (SNEP)                                                                            | —          | Gold1    | —            | Diamant1 | 1.000.000 | infodisc.fr snepmusique.com |
| Kanada (MC)                                                                                  | —          | 2× Gold2 | Platin1      | —        | 250.000   | musiccanada.com             |
| Neuseeland (RMNZ)                                                                            | —          | —        | 2× Platin2   | —        | 30.000    | aotearoamusiccharts.co.nz   |
| Österreich (IFPI)                                                                            | —          | —        | 2× Platin2   | —        | 100.000   | ifpi.at                     |
| Schweden (IFPI)                                                                              | —          | —        | Platin1      | —        | 20.000    | sverigetopplistan.se        |
| Schweiz (IFPI)                                                                               | —          | —        | Platin1      | —        | 40.000    | hitparade.ch                |
| Vereinigte Staaten (RIAA)                                                                    | —          | Gold1    | Platin1      | —        | 2.500.000 | riaa.com                    |
| Vereinigtes Königreich (BPI)                                                                 | 3× Silber3 | —        | Platin1      | —        | 1.300.000 | bpi.co.uk                   |
| Insgesamt                                                                                    | 3× Silber3 | 6× Gold6 | 13× Platin13 | Diamant1 |           |                             |